# Cyclopina psammophila
Cyclopina psammophila is een eenoogkreeftjessoort uit de familie van de Cyclopinidae. De wetenschappelijke naam van de soort is voor het eerst geldig gepubliceerd in 1940 door Steuer.